# FK Daugava
Daugava Dyneburg (łot. Futbola Klubs Daugava Daugavpils) – łotewski klub piłkarski z siedzibą w Dyneburgu, grający w 2. līga.

## Historia
Chronologia nazw:
- 1909–???: Daugava Dyneburg
- 2001–2006: Ditton Dyneburg (reaktywowano)
- 2007–...: Daugava Dyneburg

Założony w 1909 jako Ditton Daugavpils. W 2001 klub pod nazwą Ditton Dyneburg reaktywowano przez właściciela firmy „Ditton” Vladislavs Driksne. W końcu 2006 do klubu przyszedł nowy inwestor rosyjski biznesmen Igor Małyszkow, który urodził się w Dyneburgu. W 2007 klub zmienił nazwę na Daugava Daugavpils.
W rundzie jesiennej sezonu 2006/07 w zespole grał Bartłomiej Socha.

## Sukcesy
- Mistrzostwo Łotwy (1 x):

2012
- zdobywca Pucharu Łotwy (1 x):

2008

## Europejskie puchary
Legenda do wszystkich tabel:
- Q – runda eliminacyjna, 1/16, 1/8, 1/4, 1/2 – odpowiednia faza rozgrywek, Grupa – runda grupowa, 1r gr – pierwsza runda grupowa, 2r gr – druga runda grupowa, F – finał, R – runda, PO – play-off
- k. – rzuty karne, los. – losowanie, Dogr. – dogrywka, w. – zasada bramek strzelonych na wyjeździe

| Sezon   | Rozgrywki     | Runda | Klub             | Dom | Wyjazd | Ogólnie |
| ------- | ------------- | ----- | ---------------- | --- | ------ | ------- |
| 2011/12 | Liga Europy   | 1Q    | Tromsø IL        | 0–5 | 1–2    | 1–7     |
| 2012/13 | Liga Europy   | 1Q    | Sūduva Mariampol | 2–3 | 1–0    | 3–3, w. |
| 2013/14 | Liga Mistrzów | 2Q    | IF Elfsborg      | 0–4 | 1–7    | 1–11    |
| 2014/15 | Liga Europy   | 1Q    | Víkingur Gøta    | 1–1 | 1–2    | 2–3     |

## Skład na sezon 2013/2014
Stan na 2013:
| Nr | Poz. | Piłkarz            |
| -- | ---- | ------------------ |
| 1  | BR   | Aleksandrs Vlasovs |
| 2  | PO   | Koichiro Iizuka    |
| 2  | PO   | Jans Radevičs      |
| 3  | NA   | Edgars Jermolajevs |
| 4  | OB   | Igors Savčenkovs   |
| 5  | PO   | Armands Petersons  |
| 7  | PO   | Edgars Jermolajevs |
| 8  | NA   | Stanley Ibe        |
| 9  | PO   | Mihails Ziziļevs   |
| 10 | PO   | Bogdan Spataru     |
| 10 | NA   | Guntars Silagailis |
| 11 | PO   | Jurijs Sokolovs    |

| Nr | Poz. | Piłkarz              |
| -- | ---- | -------------------- |
| 13 | OB   | Daniel Ola           |
| 14 | NA   | Ibrahim Babatunde    |
| 16 | PO   | Aleksandrs Solovjovs |
| 17 | OB   | Kirils Ševeļovs      |
| 18 | PO   | Sergey Yashin        |
| 18 | PO   | Andrejs Kovaļovs     |
| 19 | PO   | Sergiu Japalau       |
| 21 | NA   | Mamuka Gongadze      |
| 23 | PO   | Dragoš Militaru      |
| 81 | BR   | Jevgēņijs Nerugals   |
| -  | OB   | Bidzina Tsintsadze   |